# Carmen Lidia Vidu
Carmen Lidia Vidu (n. 1 ianuarie 1980 la Arad) este o regizoare română de teatru, de film și de evenimente. A devenit cunoscută pentru spectacolele de teatru experimental. Combină videoproiecțiile și mijloacele specifice filmului cu prezența live a actorilor.

## Biografie
A absolvit Universitatea Națională de Artă Teatrală și Cinematografică „Ion Luca Caragiale” din București în 2003, dar provine din Arad.
Carmen Lidia Vidu a testat cu succes și regia de film (documentar și scurt-metraj) și de videoclipuri (colaborări cu trupele Noblesse Oblige și Mes Quins). „O scurtă istorie Astra Film”, film regizat de Carmen Lidia Vidu, realizat în 2013 pentru Astra Film Festival din Sibiu, a câștigat în 2015 Premiul Gopo pentru cel mai bun scurt metraj documentar.

## Recunoaștere, premii

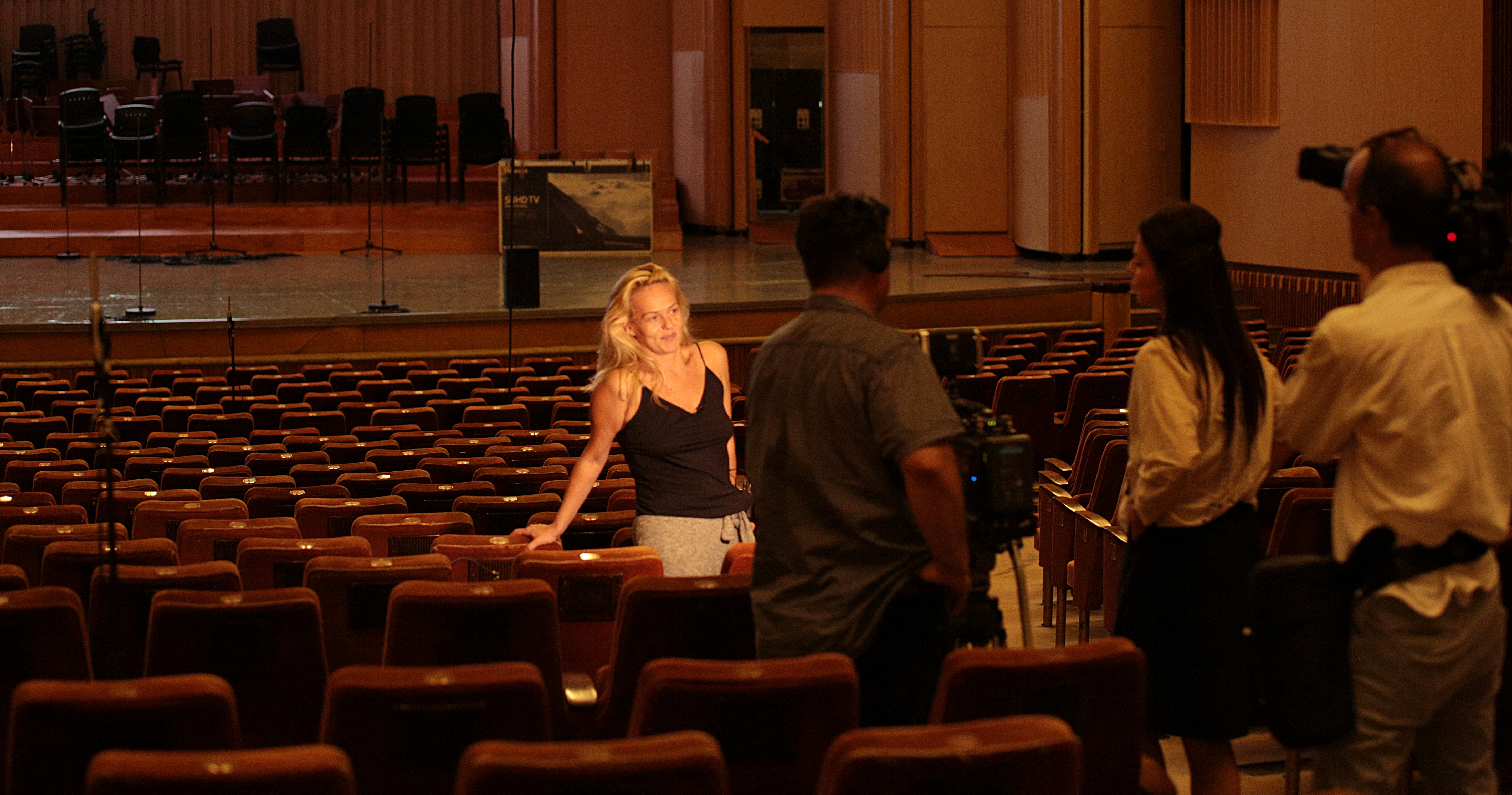
Vidu în 2017

La Galele Gopo din 2015, Carmen Lidia Vidu a fost recompensată cu Premiul Gopo pentru cel mai bun scurt metraj.